# Jan de Zanger
Jan Ferdinand (Jan) de Zanger (Schiedam, 4 juli 1932 – Hejlsminde, Denemarken, 14 januari 1991) was een Nederlands leraar, schrijver en vertaler. Hij begon met poëzie en legde zich later vooral toe op het schrijven van jeugdliteratuur.

## Loopbaan
De Zanger sprak vloeiend Deens doordat hij na de bevrijding van de Duitse bezetting in Nederland door zijn ouders naar Denemarken werd gestuurd om aan te sterken. In Nederland behaalde hij zijn hbs-diploma waarna hij weer naar Scandinavië vertrok. Later studeerde hij in Nederland neerlandistiek. Met Deens als 'tweede moedertaal' begon hij boeken uit het Deens in het Nederlands te vertalen. Later vertaalde hij ook uit het Zweeds, Noors, Fins en Duits. Hij vertaalde ook hoorspelen.
Jan de Zanger doceerde Nederlands aan de Rijks-Hogereburgerschool en de Middelbare meisjesschool te Schiedam van 1957 tot 1963 en was daarna docent aan een scholengemeenschap in Lochem. In 1977 stapte hij over naar de Stichting Leerplanontwikkeling (SLO).

## Auteurschap
Hij debuteerde in 1962 met de dichtbundel: Bij mijzelf te rade. Daarna volgden niet alleen / maar ook (1967) en Aai de baas daarom (1970), eveneens poëzie.
Zijn eerste jeugdboek Ben is dood werd bekroond door de tienerjury in Velsen met de 'Gouden Harington' als beste tienerboek van 1981. Als vervolg schreef hij een roman voor volwassenen, De fietser. Andere titels zijn: Voor een halve zak drop, Ik ben naar Wladiwostok en Desnoods met geweld.
In 1991 overleed hij tijdens een bezoek aan Denemarken.

## Bekroningen
- 1981 - De Gouden Harington (beste tienerboek), door tienerjury in Velsen voor Ben is dood.
- 1988 - De Duitse Gustav-Heinemann-Friedenspreis voor Desnoods met Geweld
- 1989 - Tip van de Nederlandse Kinderjury 10 t/m 21 jaar voor Poepoe
- 1991 - Tip van de Nederlandse Kinderjury 13 t/m 16 jaar voor Hadden we er maar wat van gezegd!